# 郭永彪
郭永彪（1917年—1996年1月15日），又名荣标，男，河南新郑人，中国人民解放军大校。

## 生平

### 民国时期
郭永彪是河南省新郑县小郭庄人。1937年，赴延安参加革命工作，1938年，加入中国共产党。在抗日战争和解放战争中，参加了张家口、绥仓、集宁、马跑泉、太原战役、大同战役、平津战役等。曾任晋察冀军区徐水支队副政委，军区野战军二纵四旅十团政治部主任，华北野战军二纵六旅十六团政委，六十七军二〇〇师政治部主任。

### 共和国时期
1951年赴朝鲜参加抗美援朝战争，任六十八军二〇三师政委，参加了金城狙击战和北汉江战役。1954年，先后担任中国人民解放军政治学院系副主任，首都警卫师政治委员，山西省军区副政委。1967年3月，山西省革命委员会成立，刘格平任主任，他任山西省革命委员会副主任（至1971年4月）。1971年5月，改任中共河北省革委会保卫部主任（至1973年）。
1976年10月至1978年5月，任河北省军区副政委。
1979年7月，任中国人民解放军政治学院基本二系副主任（1981年8月机构裁撤）。
1996年1月15日，郭永彪在北京病逝。